# Super Mario RPG: Legend of the Seven Stars
Super Mario RPG: Legend of the Seven Stars (endast Super Mario RPG i Japan) är ett tv-spel utvecklat av Square (numera Square Enix) för Nintendo till spelkonsolen Super Nintendo. Spelet var det sista Super Mario-spelet till Super Nintendo och släpptes aldrig i Europa. Till skillnad mot de andra spelen i serien så är Super Mario RPG rollspelsbaserat likt Chrono Trigger eller Final Fantasy.
Det har uppkommit en mystisk mörk krigare från en annan dimension i spelet. De flesta av fiender som Arachne och Bahamut kommer direkt från Final Fantasy, Culex påminner om en boss i Final Fantasy VII.
Spelet börjar med det gamla vanliga, att Bowser kidnappar prinsessan och Mario försöker att rädda henne. Efter ett tag så börjar hela borgen att skaka och Mario, Bowser och Prinsessan flyger iväg, långt bort. Ett stort svärd utsänt av Smithy landar och klyver hela borgen, samtidigt som bron rasar igen, när Mario återvänder till borgen är bron borta. I spelet är Bowser mot slutet en medhjälpare istället för en fiende och man slåss mot den onda Smithy och hans fiender från en annan dimension, spelet går ut på att samla 7 stycken stjärnor för att kunna reparera den dimension man lever i som Smithy har förstört.
Den 21 juni 2023 meddelade Nintendo att en remake av spelet var i utveckling till Nintendo Switch. Spelet släpptes den 17 november 2023. För första gången någonsin släpptes spelet dessutom ut i fysisk utgåva i Europa. 